# Robiquetia spathulata
Robiquetia spathulata är en orkidéart som först beskrevs av Carl Ludwig von Blume, och fick sitt nu gällande namn av Johannes Jacobus Smith. Robiquetia spathulata ingår i släktet Robiquetia och familjen orkidéer. Inga underarter finns listade i Catalogue of Life.